# ガキ大将がやってきた
『ガキ大将がやってきた』（ガキだいしょうがやってきた）は、1987年4月14日から同年9月22日までTBS系列局で放送されていたTBS製作のテレビドラマである。放送時間は毎週火曜 19:30 - 20:00 （日本標準時）。

## 概要
高知県で生まれ育った漫画家・はらたいらの幼少時代、ガキ大将としての逸話を題材にしたドラマである。
本放送後、再放送やソフト化はされていない。
本作にははらたいら本人が特別出演しており、第1話には亡くなったはらの父親役で、最終回のラストシーンにはその後のはら自身の役で出演した。坂上香織のデビュー作でもあり、主人公のマドンナ的存在の転校生・神崎留美子役で出演した。

## 出演者
- 母・小夜子：大谷直子
- たいら：早瀬裕一
- 姉・みわ：有森也実
- 沢田先生：山田邦子
- 山脇巡査：荒勢
- 神崎留美子：坂上香織
- 留美子の父：江本孟紀
- 和尚：鈴木清順
- 祖母・みどり：正司歌江
- 祖父・定吉：三木のり平
- 校長：藤岡重慶
- 達彦：石川英明
- 明彦：塚原靖章
- 秀樹：松川傑
- 宗幸：伊藤元博
- 俊信：小山洋
- 日出夫：中島大介
- 春樹：石堂穣
- 父・太郎：はらたいら（特別出演）
- ほか

## スタッフ
- 原作：はらたいら「最後のガキ大将」（フレーベル館）
- 脚本：布施博一
- 演出：山泉脩、森山享
- 音楽：たかしまあきひこ
- プロデューサー：市川哲夫

## 主題歌
- 「青春ちょっと前」　歌：原田ゆかり（テイチクレコード）

作詞：阿久悠　作曲：宇崎竜童　編曲：入江純